# Донской 111-й пехотный полк
111-й пехотный Донской полк — пехотная воинская часть Русской императорской армии.
Старшинство — с 17 мая 1797 г.

## Формирование и кампании полка

### 11-й егерский полк
14 января 1785 г. из частей разных мушкетёрских и гарнизонных батальонов был образован Белорусский егерский корпус, а 29 ноября 1796 г. из 2-го и 3-го батальонов его сформирован 12-й егерский батальон, 17 мая 1797 г. наименованный полком. 31 октября 1798 г. полк наименован егерским полковника Баллы, 8 мая 1799 г. — егерским генерал-майора Стоянова, 2 мая 1800 г. — снова егерским полковника Баллы и 31 марта 1801 г. — 11-м егерским полком. В 1802 г. полк переформирован в трёхбатальонный состав.
Первое боевое крещение 11-й егерский полк получил в русско-турецкую войну 1806—1812 гг., когда особенно отличился при штурме Базарджика и в бою при Батине, 26 августа 1810 г.
В Отечественной войне полк принимал участие в составе 7-й пехотной дивизии 6-го корпуса. В кампаниях 1813 и 1814 гг. 11-й егерский полк принимал участие в составе Силезской армии Блюхера и особенно отличился в боях у Дармштадта, Бриенн-ле-Шато и селении Ла-Ротьер.
В мае 1828 г. полк выступил в составе дивизии для усиления войск, действовавших против турок, и в том же году, равно как и в следующем находился приблокаде Силистрии. В мае 1829 г. полк с отличием участвовал в Кулевчинском сражении.
В 1831 г. полк принял участие в усмирении польского восстания, разбил толпы мятежников при селениях Руме и Барбаришках и 25 и 26 августа участвовал в штурме Варшавы.

### Низовский полк
28 января 1833 г. 11-й егерский полк был присоединён к Низовскому пехотному полку, в составе которого принимал участие в Венгерском походе 1849 г. и в Восточной войне.

### Донской полк
6 апреля 1863 г. из 4-го резервного батальона и бессрочно-отпускных 5-го и 6-го батальонов Низовского полка был сформирован особый трёхбатальонный полк с тремя стрелковыми ротами, названный Низовским резервным пехотным полком. 13 августа 1863 г. этот полк назван Донским пехотным полком. 25 марта 1864 г. полку присвоен № 111. 7 апреля 1879 г. стрелковые роты обращены на сформирование 4-го батальона и вновь сформирована 16-я рота.
Полк принял участие в Первой мировой войне. В январе—феврале 1915 г. полк в составе 20-го корпуса принял участие в тяжелейших боях под Августовым и был практически полностью уничтожен, лишь небольшие остатки полка сумели вырваться из окружения.
Старшинство Донского полка — с 17 мая 1797 г., то есть со времени сформирования 12-го егерского полка.
Полковой праздник — 9 мая.

## Знаки отличия полка
- Полковое Георгиевское знамя, с Александровской юбилейной лентой, с надписями «1797—1897» и «За отличие при Кулевче 30 мая 1829 г.». Пожаловано Высочайшей грамотой 17 мая 1897 г. Вторая надпись унаследована от 11-го егерского полка.
- Две серебряные трубы с надписью «11-му егерскому полку за сражение под Городечной, в Силезии, при Бриен-Ле-Ша-то и сел. Ла-Ротьер», пожалованы 25 апреля 1815 г. 11-му егерскому полку, от которого и были унаследованы.
- Нагрудные знаки для офицеров и на головные уборы для нижних чинов, с надписью «За Варшаву 25 и 26 августа 1831 г.», пожалованы 6 декабря 1831 г. 11-му егерскому полку, от которого и были унаследованы.
- Поход за военное отличие, пожалован Низовскому полку 16 июля 1799 г. за войну с французами в Италии.

## Командиры полка
- 21.04.1863[~ 1] — 17.11.1863 — полковник Хомичевский, Иван Васильевич
- 17.11.1863 — 20.10.1869 — полковник Тавастштерн, Вильгельм Генрихович
- 23.10.1869 — 25.02.1873 — полковник Давыдов, Николай Васильевич
- 25.02.1873 — 20.03.1875 — полковник барон Остен-Дризен, Николай Фёдорович
- 20.03.1875 — 17.11.1875 — полковник Васильев, Николай Михайлович
- 17.11.1875 — 16.09.1885 — полковник (с 15.05.1883 генерал-майор) Тунцельман фон Адлерфлуг, Николай Антонович
- 15.10.1885 — 19.07.1890[~ 2] — полковник Резунов, Михаил Михайлович
- 11.08.1890 — 18.02.1893 — полковник Росциус, Карл-Фридрих-Вильгельм-Иоганн Вельяминович
- 24.02.1893 — 30.06.1895 — полковник Селиванов, Андрей Николаевич
- 05.07.1895 — 23.04.1901 — полковник Безсонов, Алексей Сергеевич
- 07.05.1901 — 27.02.1906 — полковник Стеткевич, Бронислав Осипович
- 27.02.1906 — 13.07.1910 — полковник Савицкий, Ипполит Викторович
- 04.08.1910 — хх.08.1914[~ 3] — полковник Галдобин, Павел Павлович
- 13.10.1914 — 27.11.1914 — полковник Олешкевич, Леонтий Иванович
- 05.12.1914 — 02.02.1915[~ 4] — полковник Секирский, Николай Николаевич
- 08.03.1915 — 14.06.1916 — полковник Сербинович, Константин Иванович
- 08.08.1916 — 07.03.1917 — полковник Кривенко, Виктор Васильевич
- 21.03.1917 — 04.07.1917 — полковник Баханский, Камилл Иванович
- 30.09.1917 — хх.хх.хххх — полковник Колчин, Родион Родионович

## Известные люди, служившие в полку
- Подгаецкий, Венедикт Дмитриевич — военный врач, писатель

## Комментарии
1. ↑  До 13 августа 1863 г. — как командир Низовского резервного пехотного полка.
2. ↑  Умер в должности. Высочайшим приказом от 19.07.1890 исключен из списков умершим.
3. ↑  Попал в плен. Высочайшим приказом от 13.10.1914 исключен из списков без вести пропавшим
4. ↑  Погиб в ходе боев в районе Августова. Высочайшим приказом от 17.02.1915 исключен из списков умершим от ран.